# Distretto del Pays-d'Enhaut
Il distretto del Pays-d'Enhaut è stato un distretto del Canton Vaud, in Svizzera. Confinava con i distretti di Aigle a sud e di Vevey a ovest, con il Canton Friburgo (distretto di Gruyère) a nord e con il Canton Berna (distretto di Saanen) a est. Il capoluogo era Château-d'Œx.
In seguito alla riforma territoriale entrata in vigore nel 2008 il distretto è stato soppresso e i suoi comuni sono entrati a far parte del distretto della Riviera-Pays-d'Enhaut.

## Divisione
Amministrativamente era diviso in 2 circoli e 3 comuni:

### Château-d'Œx
- Château-d'Œx

### Rougemont
- Rossinière
- Rougemont